# Kiszkowo
Kiszkowo [kiʂˈkɔvɔ] (deutsch Kiszkowen; 1875–1945 Welnau) ist ein Dorf und Sitz der gleichnamigen Landgemeinde in Polen. Der Ort liegt im Powiat Gnieźnieński der Wojewodschaft Großpolen.

## Gemeinde
Zur Landgemeinde Kiszkowo gehören 21 Ortsteile (deutsche Namen amtlich bis 1945) mit einem Schulzenamt:
- Berkowo (Vorwerk Berkowo)
- Charzewo (Charzewo)
- Dąbrówka Kościelna (Eichkirch)
- Gniewkowo (Gniewkowo; 1939–1945 Eichenheim)
- Głębokie (Glembokie; 1939–1945 Ährenfelde)
- Imiołki (Imiolki)
- Karczewko (Wilhelmsfelde)
- Kiszkowo (Kiszkowen; 1875–1945 Welnau)
- Łagiewniki Kościelne (Lagiewnik; 1939–1945 Langenolingen)
- Łubowiczki (Klein Liebental)
- Myszki (Myszki; 1939–1945 Rehberg)
- Olekszyn (Olexin; 1903–1945 Olingen)
- Rybno (Groß Rybno; 1939–1945 Fischhausen; 1943–1945 Fischtal)
- Rybieniec (Klein Rybno)
- Skrzetuszewo (Ramsau)
- Sławno (Slawno; 1939–1945 Preisingen)
- Sroczyn (Elsenhof)
- Turostowo (Thorsfelde)
- Turostówko (1939–1945 Schönbergen)
- Ujazd (Ujast; 1939–1945 Kreuzeck)
- Węgorzewo (Wengershof)

Weitere Ortschaften der Gemeinde sind Brudzewko, Darmoszewo (Amberg), Kamionek, Karczewo (Rodenau), Łubowice (Groß Lubowice; 1939–1945 Liebental) und Wola Łagiewnicka.